# D'Olmen de Poederlé
D'Olmen de Poederlé was een familie van Zuid-Nederlandse adel.

## Geschiedenis
- In 1648 werd door koning Filips III van Spanje rehabilitatie in de adel verleend aan Philippe le Clercq dit d'Olmen.
- In 1717 kreeg Eugène de Clerq dit d'Olmen vergunning van keizer Karel VI om de titel 'baron de Poederlé' te mogen blijven dragen.
- In 1745 kreeg Ferdinand le Clercq dit d'Olmen vergunning van keizerin Maria Theresia om de titel 'graaf van Saint Remy' te mogen blijven dragen.

## Philippe Ambroise Eugène Ghislain d'Olmen de Poederlé
Philippe d'Olmen de Poederlé (Brussel, 7 december 1777 - 2 oktober 1815), getrouwd met Louise-Charlotte de Maret de Brouenne was een Zuid-Nederlands militair en politicus.
D'Olmen trad toe tot het Oostenrijkse leger en van 1793 tot 1797 nam hij aan verschillende campagnes deel. Hij keerde naderhand naar Brabant terug. Hij werd burgemeester van Sint-Renelde bij Tubeke, voorzitter van de assemblee in Herne en lid van de militaire raad voor het Dijledepartement.
Begin 1814 werd hij door het Voorlopig Bewind van de geallieerden benoemd tot secretaris-generaal voor de bewapening. Hij werd hierdoor de voornaamste leider van het 'Belgisch legioen' dat werd gerekruteerd. Maar dit legioen verdween weldra door beslissing van de aangestelde gouverneur-generaal Willem van Oranje en op 1 september 1814 werd d'Olmen op non-actief geplaatst. Op 21 september werd hij tot plaatscommandant van Brussel benoemd. Hij oefende dit ambt een jaar uit en overleed op 2 oktober 1815.
Toen hij overleed was hij al op de lijst geplaatst van de voormalige edellieden die opnieuw de adellijke status zouden verkrijgen. Aangezien hij ondertussen overleden was, kwam daar geen concreet gevolg aan.

## Hippolyte Ernest Louis Eugène Ghislain d'Olmen de Poederlé
- Hippolyte d'Olmen de Poederlé (Sinte-Renelde, 2 februari 1803 - Brussel, 13 september 1872) werd in 1827, ten tijde van het Verenigd Koninkrijk der Nederlanden, erkend in de erfelijke adel met de titel baron, overdraagbaar bij eerstgeboorte. In 1828 werd hij opgenomen in de Ridderschap van Zuid-Brabant. Hij trouwde in 1833 in Brussel met de Engelse Emily Smith en ze hadden vier kinderen.
  - Sélon d'Olmen de Poederlé (1836-1898) trouwde met burggravin Valentine de Jonghe d'Ardoye (1845-1896) en ze kregen drie dochters. Als laatste overleed Marguerite d'Olmen in 1968, wat het einde betekende van het huis d'Olmen de Poederlé.